# Nilima Ibrahim
Nilima Ibrahim, née le 11 octobre 1921, morte le 18 juin 2002, est une enseignante, écrivaine et assistante sociale bangladaise. Elle est connue pour ses travaux universitaires sur la littérature bengalie, mais aussi et surtout pour sa représentation de femmes violées et torturées pendant la Guerre de libération du Bangladesh en 1971 dans son livre Ami Birangana Bolchi. Elle a reçu le Bangla Academy Literary Award en 1969, Begum Rokeya Padak (1996) et Ekushey Padak en 2000 par le gouvernement du Bangladesh pour ses contributions à la littérature Bangla,. Elle a présidé l'Académie Bangla.

## Biographie
Nilima Ibrahim naît le 11 janvier 1921 à Bagerhat, Khulna. Elle est la fille de Zamindar Prafulla Roy Chowdhury et de Kusum Kumari Devi.
Nilima Ibrahim effectue ses études et passe ses diplômes à l'école de filles de Khulna Coronation en 1937 puis à l'établissement Victoria à Calcutta en 1939. Plus tard, elle obtient un baccalauréat en arts et en enseignement du Scottish Church College, puis une maîtrise en littérature bengalie de l'université de Calcutta en 1943. Elle obtient plus tard un doctorat en littérature bengalie de l'université de Dacca en 1959,.
Nilima Ibrahim poursuit la carrière universitaire. Elle enseigne successivement à la Khulna Coronation Girls 'School, à Loreto House, à la Victoria Institution et enfin à l'université de Dacca, où elle est nommée chargée de cours en 1956, puis en tant que professeur de bengali à partir de 1972.
Elle est également la présidente de l'Académie Bangla et vice-présidente de la zone sud-asiatique de la Fédération mondiale des femmes.
En 1972, après la guerre de libération du Bangladesh, Nilima Ibrahim travaille dans des centres créés pour réhabiliter les femmes qui avaient été violées pendant le conflit. Ces femmes ont reçu le titre de Birangona (héroïne de guerre) par le gouvernement du Bangladesh mais cela ne les a pas empêchées d'être stigmatisées et ostracisées. Consternée par les articles de journaux selon lesquels certaines victimes de violences sexuelles préféraient être envoyées dans des camps de prisonniers de guerre en Inde avec leurs violeurs pakistanais, plutôt que d'endurer le rejet familial et le mépris social au Bangladesh, Nilima Ibrahim a été poussée à les interviewer,.
Elle publie un ensemble de sept de ces récits à la première personne sous le titre Ami Birangona Bolchi (Les voix des héroïnes de guerre), en deux volumes publiés en 1994 et 1995. L'anthropologue sociale Nayanika Mookherjee écrit que « le texte suggère que ... les « normes islamiques traditionnelles et arriérées » provoquent le rejet des femmes violées et contribuent à leur traumatisme ». L'universitaire bangladais Firdous Azim décrit le livre comme « pionnier » et « une partie intégrante d'une historisation féministe de la guerre de libération au Bangladesh ».

## Œuvres

### Réalistes
- Sharat-Pratibha (La Faculté de création de Sharatchanda), 1960,
- Banglar Kavi Madhusudan (Madhushudan, le poète du Bengale), 1961,
- Unabingsha Shatabdir Bangali Samaj o Bangla Natak (Bengali Society and Bengali Drama in the XIXe siècle), 1964,
- Bangla Natak: Utsa o Dhara (Bengali Drama: Origin and Development), 1972,
- Begum Rokeya, 1974,
- Bangalimanas o Bangla Sahitya (Bengali Mentality and Bengali Literature), 1987,
- Sahitya-Sangskrtir Nana Prasanga (Divers aspects de la littérature et de la culture), 1991

### Fictions
- Bish Shataker Meye (Fille du XXe siècle), 1958,
- Ek Path Dui Bank (La route fourchue), 1958,
- Keyabana Sancharini (Voyageur de la forêt de Keya), 1958,
- Banhi Balay (Le bracelet de feu), 1985

### Pièces de théâtre
- Due Due Char (Deux et deux font quatre), 1964,
- Je Aranye Alo Nei (La forêt sombre), 1974,
- Rodjwala Bikel (L'après-midi brûlé par le soleil ), 1974,
- Suryaster Par (après le coucher du soleil), 1974

### Histoires courtes
- Ramna Parke (au parc Ramna), 1964

### Traductions
- Eleanor Roosevelt, 1955,
- Kathashilpi James Fenimor Cooper (conteur James Fenimore Cooper), 1968,
- Bostoner Pathe Pathe (Dans les rues de Boston), 1969

### Carnet de route
- Shahi Elakar Pathe Pathe (le long des rues royales), 1963

### Autobiographie
- Bindu-Visarga (Dot et Ghost), 1991

### Récit et ethnographie
- Ami Virangana Bolchhi (Moi, l'héroïne, parle), 1996

## Récompenses
- Prix littéraire de l'Académie Bangla (1969)
- Prix Michael Madhusudan (1987)
- Prix Lekhika Sangha (1989)
- Prix de littérature Anannya (1996)
- Begum Rokeya Padak (1996)
- Prix Bangabandhu (1997)
- Ekushey Padak (2000)